# Пентеј
Пентеј (грч. Πενθεύς) је у грчкој митологији био тебански краљ.

## Етимологија
Његово име значи „бол“.

## Митологија
Пентеј је на тебански престо дошао након Кадма, оснивача тог града. Био је Ехионов син, једног од Спарта, људи рођених из змајевих зуба. У историјско време, Спарти су сматрани утицајним кланом у овом граду. Пентејева мајка је била Агава, једна од кћерки Кадма и Хармоније. Због свог племенитог порекла, Пентеј је био моћни краљ, али такође и арогантан, дрзак и безбожан човек.

### Пентеј и странци
Према неким ауторима, лакомислени Пентеј је отворио капије Тебе убицама, браћи Никтеју и Лику, учинивши их грађанима свог града, али им омогућивши и да буду утицајни, иако су убили краља Флегију, који је владао негде у Беотији и био деда бога Асклепија. Ова двојица странаца који су дошли са острва Еубеје, убрзо су узурпирали руковођење Тебом, укључујући град у туђе ратове и чинећи друге злочине, попут оног који је Лик починио са својом суровом супругом Дирком, када су отели, затворили и мучили Антиопу, мајку Амфиона и Зета. Али, иако је примио ову двојицу браће у свој град, Пентеј није био толико спреман да угости и бога вина Диониса, за кога је мислио да је смртан човек.

### Дионисов долазак
Дионис је пристигао у Тебу након дугог путовања по азијским земљама у лику смртног човека, желећи да представи своје обреде у граду где је његова мајка Семела умрла од муње због Херине сплетке. Такође је изабрао Тебу као први град у Хелади у којој се знало за вино, али и због Семелиних сестара које су га клеветале да није Зевсов син. Оне су тврдиле да је Семела зачела са смртником, те да је Кадмо у жељи да сачува кћеркину репутацију измислио причу о Зевсовој љубави. Причу су доказивале тврдњом да ју је Зевс заправо убио због те светогрдне лажи. Дакле, Дионис је имао намеру да казни клеветнице и да им покаже шта значи када нису упућене у његове обреде, те када је дошао у град, учинио је да жене напусте своје куће у помами и отрче на планину Китерон, обучене у хаљине прикладне за његове мистерије. Одлучио је да оне буду у таквом стању све док не признају ко је његов прави отац. Без обзира на те догађаје, Пентеј се опирао богу, избегавајући да му приноси жртве, а и да га помиње у молитвама. Због краљеве тврдоглавости, послови у граду су стали и град је био у стању нереда. Пентеј је решио да похвата жене са планине, те да их силом врати оковане у град. Дионис је за то време, са манирима Афродите, проводио дане и ноћи са младим девојкама које су биле одушевљене његовим мистеријама. Још одавно, пророк Тиресија је упозорио Пентеја и према Овидијевим „Метаморфозама“ му рекао да ако не буде обожавао бога Диониса, биће растргнут на делове који ће бити свуда разбацани. Пентеј је Диониса, без обзира на то, назвао врачем и чаробњаком из иностранства. Конкретно, Пентеј је био згрожен начином на који је Дионис отресао своју косу и сматрао је да је лек за такву дрскост одсецање главе. Потом је сматрао да је прикладнија казна за Диониса страшна смрт вешањем, јер је издавање за потомка врховног бога био тежак злочин. Да је Дионис заиста био бог, казнио би безбожног Пентеја, јер су богови, по мишљењу краља, могли да се освете када год су то желели. Али према Еурипиду, није само то представљало проблем Пентеју, већ како је рекао Тиресији, обреди у којима жене уживају у грожђу (односно вину), никако нису здрави. Тиресија је ипак покушао да убеди краља да је овај нови бог заправо добар, јер је од Деметриног времена, која је људима подарила „суву“ храну, он био први који је дарујући људима сок из грожђа, истовремено подарио и начин да забораве на своју тугу и свакодневне бриге и тешке послове, те да утону у сан. Такође је покушао да га убеди да конзумирање вина може да побољша видовњачке вештине. Саветовао је краља да ипак слави Диониса, јер је моћ бога увек изнад моћи човека, а у вези са Пентејевим размишљањем о раскалашним женама током тог обреда, рекао је да Дионис неће присиљавати жене да буду скромне јер то није жеља богиње љубави Афродите. Међутим, пошто је скромност врлина, Тиресија је тврдио да девојке које су заиста скромне, неће бити „окаљане“ током баханалија. Кадмо је подржао Тиресију, али нису убедили арогантног краља. Оно што је Пентеј видео у Дионису није био бог, већ феминизирани младић који је кварио жене и скрнавио тебанске постеље. Зато је смишљао нови начин како ће га погубити и закључио да је најбоље да буде каменован до смрти. Због оваквих мисли, Пентеј је описан као „дрски манијак“, јер је Дионис представљао доброг бога, а не бога рата и деструкције. Напротив, он је волео мир и донео је људима весеље уз музику и плес. То је био бог који се гнушао оних који се противе срећном животу, попут Пентеја.

### Пентејева смрт
Пентеј је такође описан као неразуман човек, арогантни владар са конфузним идејама о закону и реду. Зато је послао стражу да ухапси све оне који су носили венце у коси и да те исте венце побацају. Тако је и Дионис, који је био одевен као и други учесници баханалија, био окован и изведен пред краља који није ценио његову лепу појаву. Пентеј је затворио Диониса, али се овај ослободио (или је залудео краља који је уместо њега, оковао бика) и запалио Пентејеву палату (или је ватра сукнула из Семелиног гроба), а и део палате је разрушио земљотрес. У међувремену, Пентеју су почеле да пристижу вести о чудима на планини Китерон. Тамо није било пијанчења и играња или како је краљ саркастично то називао „Афродитиног лова“, већ су жене свих година давале млеко газелама и штенцима вукова и то су их дојиле новопечене мајке које су напустиле своју новорођенчад. Такође су гребале земљу прстима или је ударале тирсевима и на том месту су потицали извори вина и млека, а са самих тирсева је капао мед. Међутим, када би их из заседе заскочили краљеви људи, оне су биле у стању да их растргну. Када су им побегли, оне су почеле да комадају телиће и краве, а чак су и бикове обарале на земљу. Потом су, попут војника, напале град и све преврнуле и однеле децу из домова. Видели су их како носе тешке објекте на својим раменима и како спаљују катанце без паљења ватре. Они које су менаде напале су пробали да се одбране оружјем, али нису могли да их ране, док су их оне непрекидно рањавале својим тирсевима. Гласник је замолио Пентеја да прихвати Диониса, јер је било очигледно да се оваква чуда нису могла догодити без помоћи бога, али је Пентеј ипак одлучио да нападне менаде јер није могао да прихвати да га жене понизе, а и рачунао је да је сила ипак на његовој страни; имао је војску, коње, оружје и штитове. Међутим, пре него што је кренуо у акцију, Дионис, који је био обучен као свештеник, убедио га је да најпре оде у шуму да шпијунира менаде, преобучен у жену како га не би убиле. Када је тако урадио и прикрао се менадама, Дионис га је сместио на врх бора, потпуно изложеног и наредио женама да га казне. Прве су дотрчале Агава и њене сестре, помраченог ума, вукући га доле. Дионис им је дао велику снагу и оне су ишчупале бор из земље. Пентеј је покушао да покаже мајци ко је, јер је стргао са главе вео и женску косу, али је Агава мислила да пред собом има лава. Притисла је сина ногом и истргла му леву руку, а прикључиле су јој се и друге Тебанке које су комадале његово тело и разбацивале делове свуда по планини. Агава је главом свог сина „украсила“ свој тирс, те замахујући њиме, вратила се у град. Када јој се разбистрио ум и када је схватила шта је урадила, отишла је у изгнанство. Делове Пентејевог тела је покупио Кадмо.

## Уметност
Есхил је написао трагедију „Пентеј“, али она није сачувана. Еурипид је у својој трагедији „Бакхе“ описао Пентејеву судбину.

## Други ликови
У миту се помињао још један Тебанац са овим именом, који је спремао заседу за Тидеја, пред рат седморице против Тебе. Тидеј га је убио, као и остале учеснике овог подухвата.